# Silhouettea evanida
Silhouettea evanida är en fiskart som beskrevs av Helen K. Larson och Miller, 1986. Silhouettea evanida ingår i släktet Silhouettea och familjen smörbultsfiskar. IUCN kategoriserar arten globalt som otillräckligt studerad. Inga underarter finns listade i Catalogue of Life.